# Paul Bikle
Paul F. Bikle (né le 5 juin 1916 à Wilkinsburg et mort le 19 janvier 1991 à Salinas) est un aviateur et fonctionnaire américain.

## Biographie
Il est le directeur du Dryden Flight Research Facility (futur Neil A. Armstrong Flight Research Center) de la National Aeronautics and Space Administration (NASA) de 1959 à 1971.
Auteur de plus de quarante publications techniques, il est aussi associé à d'importants programmes de recherche aéronautique, dont l'avion-fusée North American X-15.
C'est également un pilote de planeur réputé.